# Ishmael
Ishmael (Hebrew: יִשְׁמָעֵאל, Tiêu chuẩn: Yishma'el, Tiberian: Yišmāʻēl ISO 259-3 Yišmaˁel; tiếng Hy Lạp: Ἰσμαήλ Ismaēl; tiếng Latinh: Ismael; tiếng Ả Rập: إسماعيل ʾIsmāʿīl; tiếng Việt: Ít-ma-ên hoặc Ích-ma-ên) là một nhân vật trong Kinh thánh Hebrew và Kinh Qur’an, ông là con đầu lòng của Abraham theo quan điểm của cả người Do Thái giáo, Kitô giáo và Hồi giáo. Ishmael là con của Abraham với người hầu gái Hagar của Sarah (Genesis 16:3). Theo ghi chép trong Sách Sáng thế ký, ông qua đời ở tuổi 137 (Genesis 25:17).
Truyền thống Hồi giáo coi Ishmael là tổ tiên của người Ả Rập (con cái Ishmael).

### Sinh
Việc Ishmael ra đời là do sự sắp xếp của người vợ đầu tiên và chính thức duy nhất của Aram, tức bà Saira (người sau này được đổi tên thành Sahra). Hai vợ chồng ông Aram và bà Saira vẫn đang mong muốn 1 đứa con nối dõi để ứng nghiệm lời Thiên Chúa đã hứa. Tuy nhiên, dù đã 75 tuổi vẫn chưa có con, và theo tập tục thời ấy, bà hiến người hầu gái gốc gác Ai Cập là Hagar cho chồng mình. Đến năm ông Aram được 85 tuổi thì có con đầu lòng với người hầu gái Hagar và đặt tên là Ishmael.
Do mình vẫn chưa có con nối dõi, Saira bị Ishmael xem thường và cười cợt nên Saira đối xử hà khắc với mẹ con người hầu gái Hagar và đề nghị chồng đuổi 2 mẹ con bà đi. Nhưng sứ thần của Chúa hiện ra với bà và khuyên bà nên quay trở về với Aram vì lúc bấy giờ Saira có thể có 1 đứa con trai do lời Chúa hứa. Theo đó, ông Aram, người được Chúa đổi tên thành Araham sẽ trở nên tổ phụ của 1 dân tộc đông đảo. Tuy nhiên, lời hứa ấy phải ứng nghiệm và truyền lại cho con trai của người vợ chính thức, tức là Sahra. Dù vậy, để khuyên được bà Hagar quay về, Thiên Chúa đã đặc biệt hứa cho con trai bà Ishmael cũng trở thành 1 lãnh đạo 1 quốc gia rộng lớn.

### Rời bỏ cha mình
Khi Ishmael 13 tuổi, cha ông là Aram được Chúa đặt tên mới là Abraham, nghĩa là tổ phụ các dân tộc, khi ấy đã 99 tuổi, được Chúa hứa cho 1 người con trai với bà Sahra. 1 năm sau, đứa bé ra đời và được đặt tên là Isaac, lúc ấy Sahra đã 90 tuổi. Lúc bấy giờ, Sahra nói với chồng mình nên đuổi 2 mẹ con Hagar đi để đảm bảo lời hứa của Chúa sẽ ứng nghiệm nơi con trai mình là Issac. Abraham chỉ đồng ý khi Chúa hứa với ông giao ước giữa Thiên Chúa và ông sẽ được truyền lại nơi Isaac, đồng thời, người con đầu lòng của ông là Ishmael cũng được trao 1 quốc gia khác.
Năm 14 tuổi, Ishmael và mẹ rời bỏ nhà cha mình. Abraham cho 2 mẹ con lương thực, nước uống và cho họ ra đi. Họ đi đến 1 vùng hoang mạc Beer-sheba, nơi Chúa đã hứa với 2 mẹ con họ rằng sẽ cho con trai bà 1 quốc gia.

### Hậu duệ
Ishmael có 12 người con trai
1. Nebaioth
2. Kedar
3. Adbeel
4. Mibsam
5. Mishma
6. Dumah
7. Massa
8. Hadad
9. Tema
10. Jetur
11. Naphish
12. Kedemah